# Synagoge (Senec)

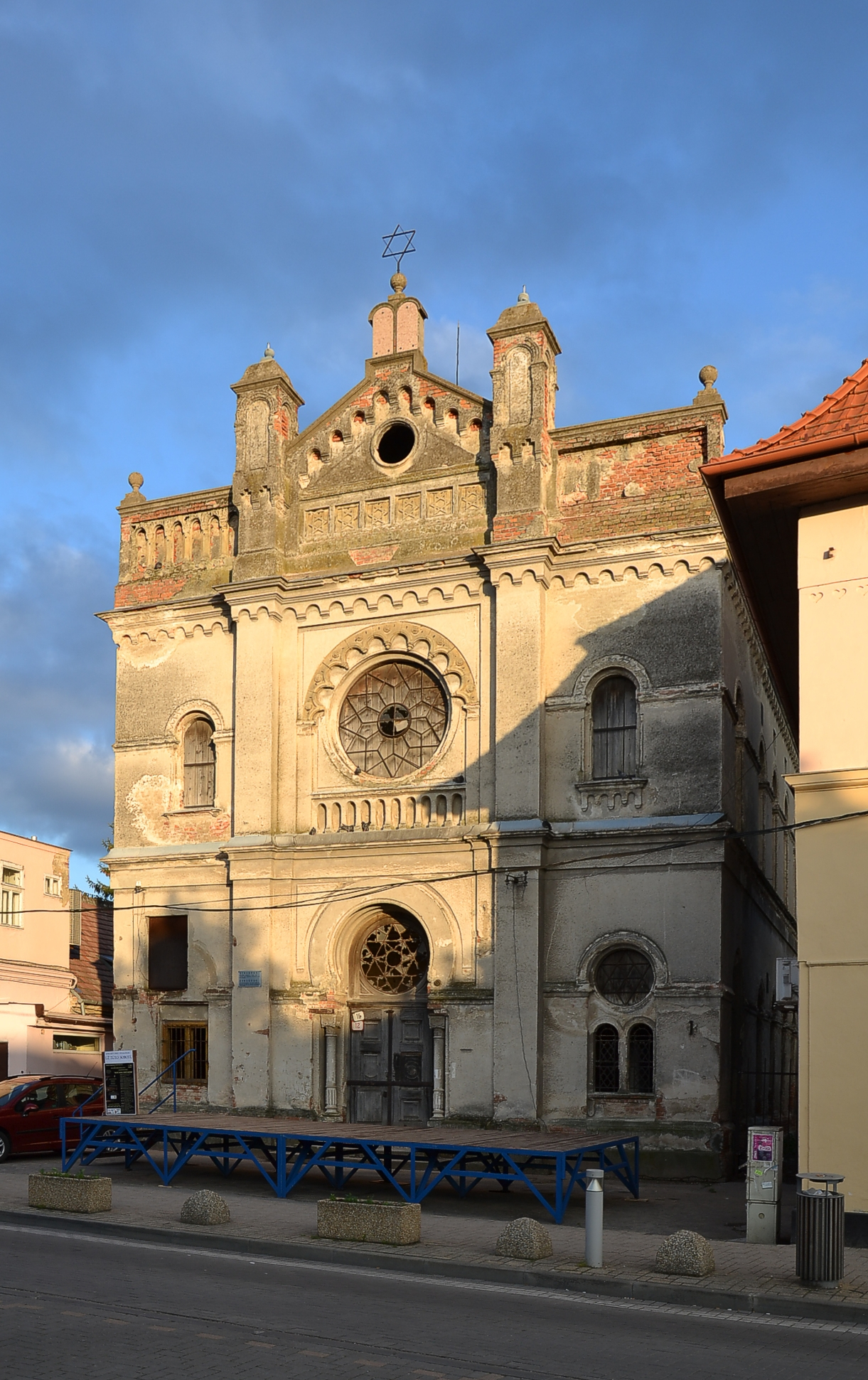
Synagoge in Senec

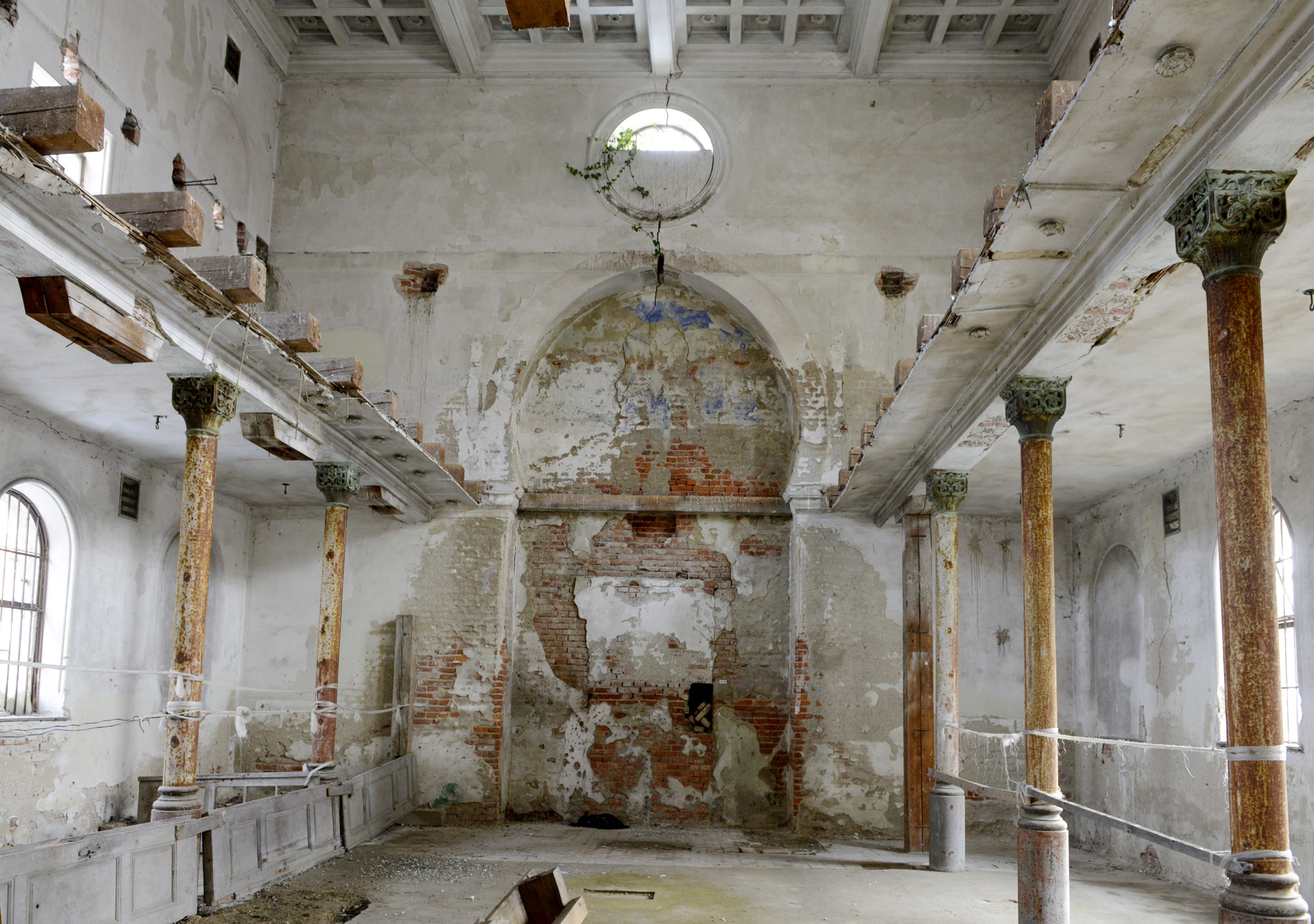
Innenansicht

Die Synagoge in Senec, einer slowakischen Stadt im Bezirk Senec, wurde 1907 errichtet. Die profanierte Synagoge im Stil des Historismus ist ein geschütztes Kulturdenkmal.
Das Synagogengebäude an der Mierové nám. 12 steht leer und verfällt.